# Clotilde Koch-Gontard

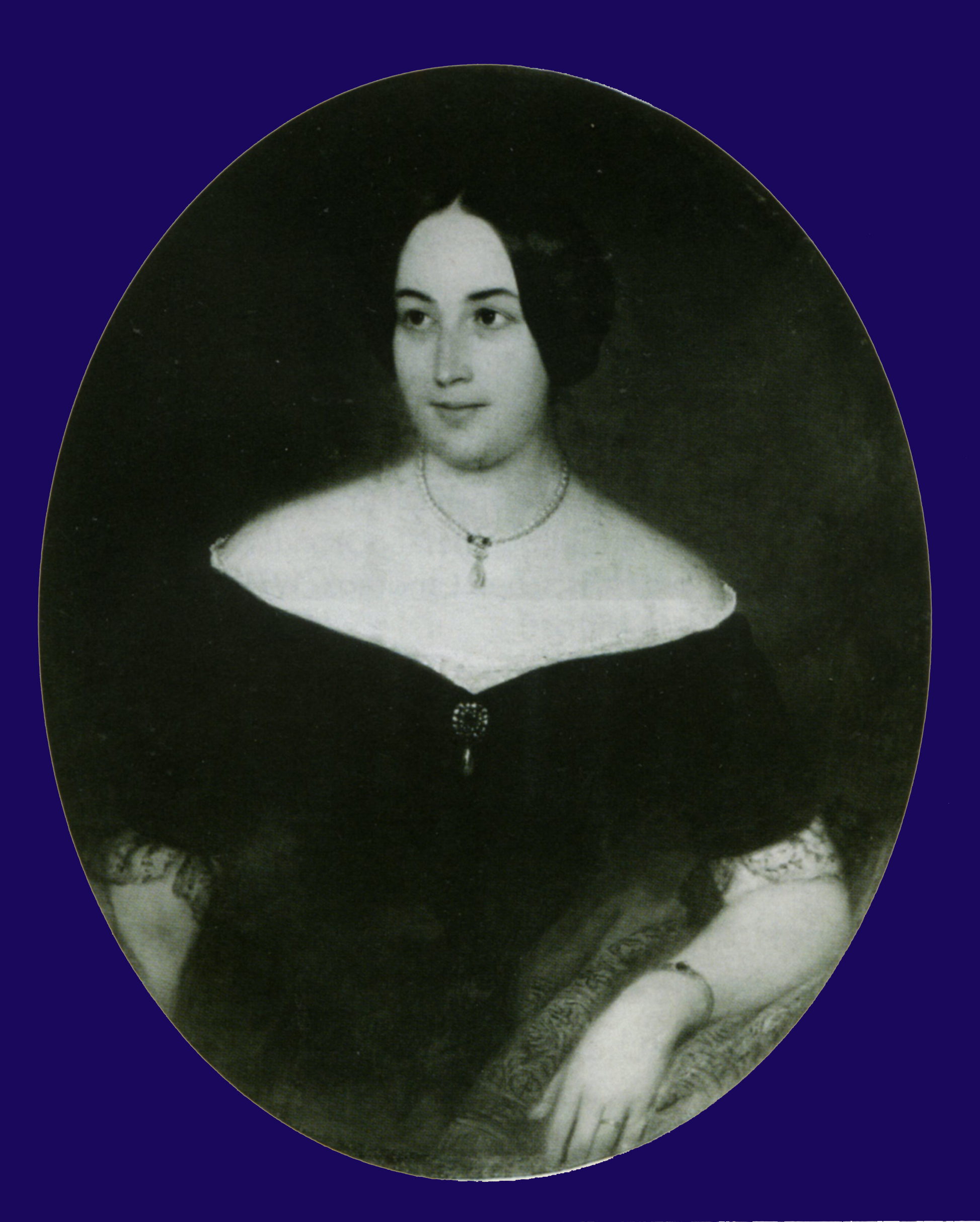

Clotilde Koch-Gontard (geb. als Clotilde Clara Alexandra Gontard, * 27. Februar 1813 in Frankfurt am Main; † 28. Februar 1869 in Leipzig) war eine deutsche Salonnière und Unternehmerin.

## Leben
Clotilde Gontard war die jüngste von fünf Töchtern des Kaufmanns Georg Ludwig Gontard (1769–1830) und seiner Frau Charlotte Henriette Gontard-Karcher (1779–1848). Sie erhielt Unterricht durch Privatlehrer, insbesondere Musik- und Kunst- sowie Englisch- und Französisch-Unterricht. Im März 1833 heiratete sie Heinrich Friedrich Robert Koch (1808–1865), einen Frankfurter Kaufmann. Aus der Ehe gingen vier Töchter und ein Sohn hervor.
Durch Kontakt zu Verwandten und Freunden in der Pfalz lernte Clotilde Koch-Gontard hochrangige Vertreter des rheinisch-südwestdeutschen Liberalismus und der deutschen Einheitsbewegung kennen, was ihr politisches Interesse weckte.

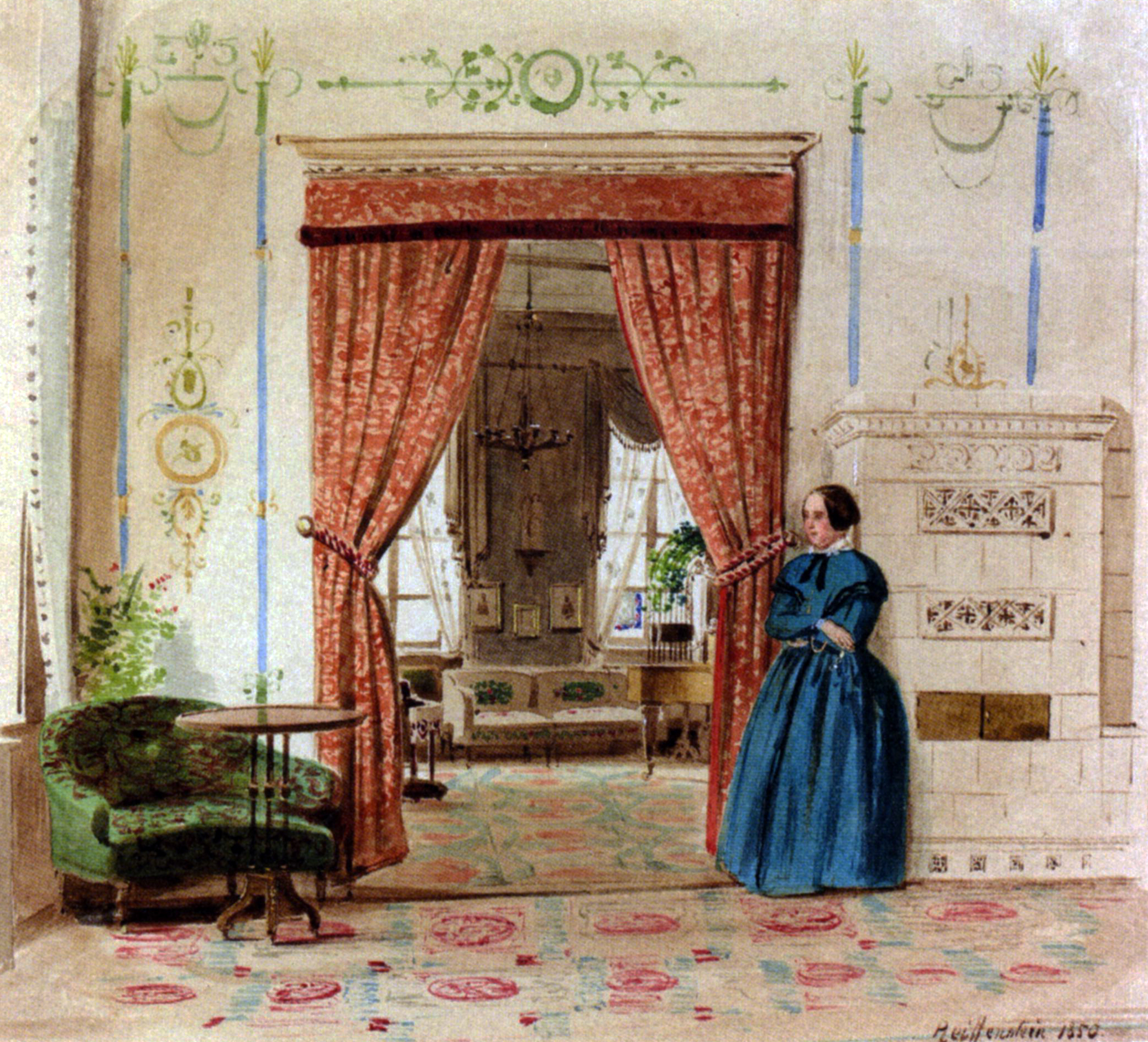
Clotilde Koch-Gontard im Salon des Koch’schen Stadthauses

Ihren Salon führte Clotilde Koch-Gontard in ihrem geräumigen Wohnhaus, dem Koch’schen Stadthaus am Großen Hirschgraben / Ecke Am Salzhaus, direkt neben dem Goethehaus und somit in der Nähe der Paulskirche. Zu ihren musikalischen Gästen gehörte die Opernsängerin Henriette Sonntag sowie die schwedische Opernsängerin Jenny Lind. Ebenso verkehrten Felix Mendelssohn Bartholdy und Clara Schumann in ihrem Salon. Andere Künstler waren der Schriftsteller Ludwig Uhland sowie der Maler Carl Theodor Reiffenstein und der Bildhauer Eduard Schmidt von der Launitz. 
Ab 1848 wurde Koch-Gontards Salon immer politischer. In ihrem Salon verkehrten dabei insbesondere die Mitglieder der sog. Casino-Fraktion der Frankfurter Nationalversammlung, darunter ihre Bekannten Franz Peter Buhl, Ludwig Andreas Jordan sowie Heinrich und Maximilian von Gagern. Insbesondere zu Heinrich von Gagern entwickelte sich eine enge Freundschaft.
Koch-Gontard besuchte ab April 1848 häufig die Sitzungen des Vorparlaments (heimlich) und der Nationalversammlung in der Paulskirche. Vom 30. März 1848 bis 16. Dezember 1848 führte sie ein Tagebuch, in dem sie die Revolutionsereignisse festhielt und das bis heute erhalten ist.
Nach der Niederschlagung der Revolution engagierte sich Clotilde Koch-Gontard verstärkt im sozialen Bereich. Um die wirtschaftliche und soziale Not im Hochtaunus zu bekämpfen, wurde für Frauen und Mädchen die Möglichkeit der Filetstickerei in Heimarbeit eingeführt. Den Verkauf der fertigen Produkte organisierte Clotilde Koch-Gontard, die somit Unternehmerin bzw. Verlegerin wurde.
Im Jahr 1865 starben sowohl Clotilde Koch-Gontards Ehemann Robert Koch als auch ihr Sohn Christian. Die Firma ihres Mannes wurde verkauft, Clotilde Koch-Gontard bezog eine Rente auf Lebenszeit, musste jedoch ihr Geschäft aufgeben und in eine Mietwohnung umziehen. Sie starb an den Folgen einer Unterleibsoperation in Leipzig und wurde auf dem Frankfurter Hauptfriedhof beigesetzt.